# John Frederick Coots
John Frederick Coots, né le 2 mai 1897 à New York et mort dans cette même ville le 8 avril 1985, est un auteur et compositeur américain.
Il a composé plus de 700 chansons populaires et plus d'une douzaine de spectacles pour les spectacles de Broadway.
Ses plus grands succès sont Santa Claus Is Coming to Town et You Go to My Head (en).